# BMW X6 M
BMW X6 M은 독일의 자동차 제조사인 BMW의 생산/판매중인 고성능 준대형 SUV이다.